# كينغستون (نوفا سكوشا)
كينغستون (بالإنجليزية: Kingston, Nova Scotia)‏ هي قرية تقع في كندا في Kings County. يقدر عدد سكانها بـ 5,174 نسمة وترتفع عن سطح البحر 28 متر.

## أعلام
- إرنست هوارد أرمسترونغ